# Castell Fflemish
Castell Fflemish är ett slott i Storbritannien.   Det ligger i kommunen Ceredigion och riksdelen Wales, i den södra delen av landet, 270 km väster om huvudstaden London. Castell Fflemish ligger 240 meter över havet.
Terrängen runt Castell Fflemish är kuperad åt nordost, men åt sydväst är den platt.Runt Castell Fflemish är det ganska glesbefolkat, med 43 invånare per kvadratkilometer. Närmaste större samhälle är Aberystwyth, 19,8 km norr om Castell Fflemish. Trakten runt Castell Fflemish består i huvudsak av gräsmarker.